# 白洋淀
38°51′N 116°02′E / 38.850°N 116.033°E
白洋淀位于中国河北省雄安新区安新县、雄县和容城县之间，是华北最大的淡水湖，属于华北平原北部海河流域。

## 概述
白洋淀汇集了上游自太行山麓发源的9条河流之水，形成一片由3700多条沟渠、河道连接的146个大小湖泊群，总面积有366平方千米，湖群中岛屿和湖畔分布有36个村庄。湖中除了沟渠中可以行船，其他地方水位不深，都是苇田和荷花荡，芦苇高大密集，品質在全中国最好，湖区渔民以芦苇编织苇席为副业。晚秋芦苇收获后，淀水已结冰。夏季芦苇密集，水道形成苇墙中的迷宫，其景色非常独特，宜人，所以成为著名的旅游胜地。
湖水自枣林口通过大清河流入海河。近些年由于上游城市用水巨增，在山区修建了不少水库，白洋淀补水缺乏，所以在枣林庄也修建了大闸，除了雨季很少向外泻水。
由于气候干旱和地下水过度开采，以及80年代以来的工业废水问题，白洋淀面临着缺水与污染的生态问题的考验。20世纪60年代以来，白洋淀在20年间曾经历了六次干涸。1983年到1988年曾出现连续五年的干淀。直到1988年的一场大型降雨，才使白洋淀得以重新蓄水。20世纪90年代后，通过人工调控白洋淀的水量，较好地解决了干淀问题。自2000年以来，“引岳济淀”“引黄入淀”等工程持续开展，从岳城水库、黄河调水补给白洋淀，使白洋淀入淀水量有了保障。2006年，保定市政府计划用十年时间、耗资80亿元人民币来解决这一问题。雄安新区设立后，2017年至2018年期间，白洋淀进行了多次补水。2018年12月，白洋淀实时面积达到309.789平方公里。

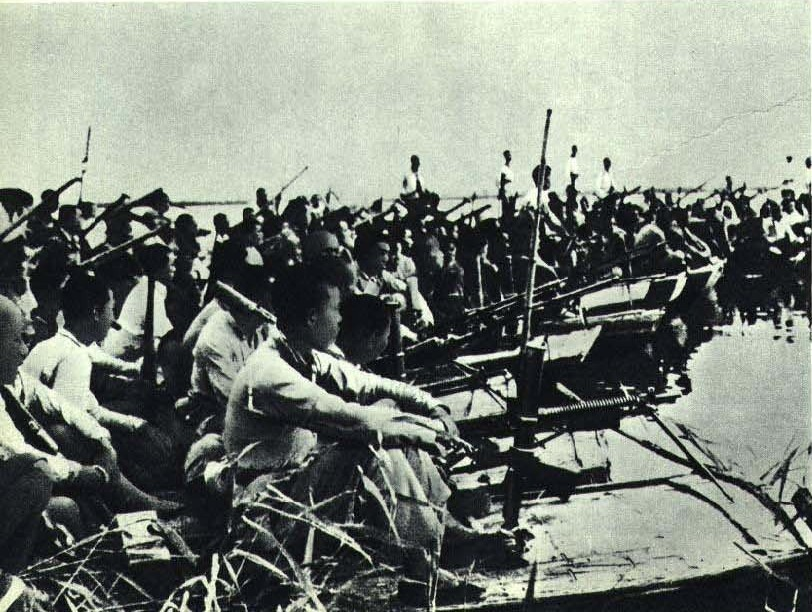
抗日战争期间的白洋淀雁翎队

冬季淀上结冰，也是冰上旅游的好季节。只有入冬和冰化季节，船和冰排都不能行走。湖区岛上居民经常需要储备一些必须的燃料和食物，基本和外界隔绝，称为“潺期”。
在抗日战争期间，著名的抗日游击队“雁翎队”在芦苇迷宫和荷花荡中和日本侵略军捉迷藏，经常将侵略军打得焦头烂额，由此也产生了中国文学以孙犁为代表的“荷花淀派”。
白洋淀由于地处北京、天津和保定三个大城市的中心，旅游业发展很快，2003年被评为4A级旅游风景地，2007年，白洋淀又被评为全国首批5A级景区之一。

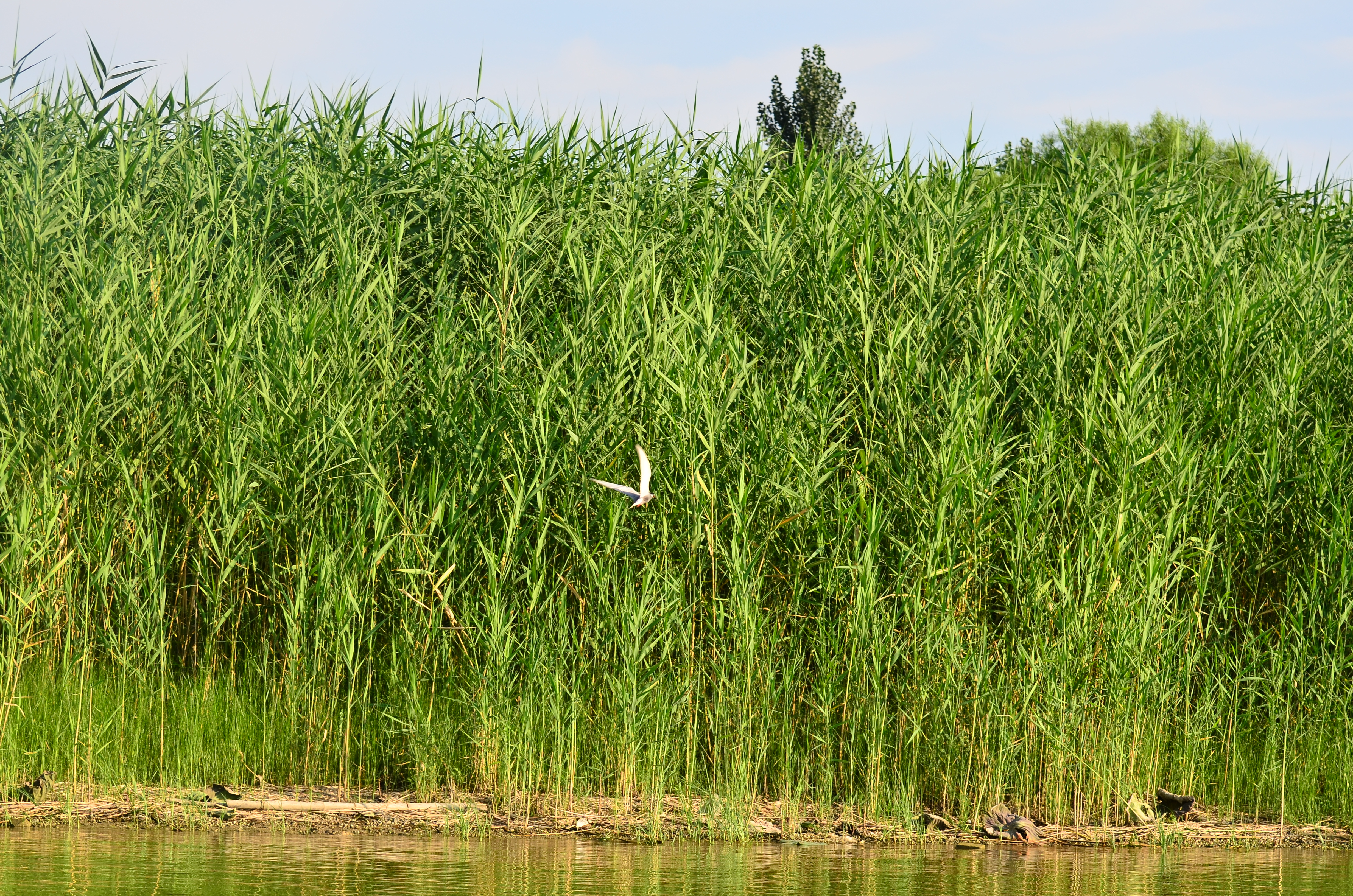
白洋淀的芦苇

2017年雄安新区成立后，白洋淀被划入管辖。

## 生态保护
2017年开始，白洋淀加速生态治理，水质从2017年的劣五类提升至2021年的三类，生态环境取得明显改善。截至2022年1月，白洋淀野生鸟类数量达到237种，其中有国家一级保护鸟类大鸨、白枕鹤、青头潜鸭（IUCN红色名录中极危物种）等10种，国家二级保护鸟类灰鹤、水雉、黑翅鸢、震旦鸦雀等41种。。
2022年10月，发现IUCN红色名录极危物种低斑蜻。

## 相关文学及影视作品
- 荷花（孙犁）
- 小兵张嘎（徐光耀）
- 新儿女英雄传（孔厥、袁静）